# Liste der Kreisstraßen im Bodenseekreis
Diese Liste enthält die Kreisstraßen im baden-württembergischen Bodenseekreis.

## Abkürzungen
- K: Kreisstraße
- L: Landesstraße

## Liste
Die Kreisstraßen behalten die ihnen zugewiesene Nummer nicht bei einem Wechsel in einen anderen Stadt- oder Landkreis. Nicht vorhandene bzw. nicht nachgewiesene Kreisstraßen sind kursiv gekennzeichnet, ebenso Straßen und Straßenabschnitte, die unabhängig vom Grund (Herabstufung zu einer Gemeindestraße oder Höherstufung) keine Kreisstraßen mehr sind.
Der Straßenverlauf wird in der Regel von Nord nach Süd und von West nach Ost angegeben.
| Nr.    | Verlauf |
| ------ | --- |
| K 7700 | L 335 in Neukirch-Ebersberg – Neukirch-Litzelmannshof – Kreisgrenze – (K 8001 im Landkreis Ravensburg) |
| K 7701 | L 333 in Neukirch-Mehetsweiler – Neukirch-Uhetsweiler - Neukirch-Gunzenweiler – Kreisgrenze – (K 8000 im Landkreis Ravensburg) – Kreisgrenze – ohne Anschluss an eine klassifizierte Straße – Kreisgrenze – (K 8000 im Landkreis Ravensburg) |
| K 7702 | L 333/L 335 in Neukirch – Neukirch-Sackweiher – Neukirch-Unterlangensee - K 7778 in Neukirch-Oberlangensee |
| K 7703 | L 331 in Tettnang-Götzenweiler – Tettnang-Echetweiler – Tettnang-Rudenweiler - Kreisgrenze – (K 7996 im Landkreis Ravensburg) |
| K 7704 | K 7777 in Tettnang-Wielandsweiler – Tettnang-Busenhaus – Tettnang-Degersee – L 331 |
| K 7705 | L 334 in Kressbronn am Bodensee-Reute – K 7793 in Kressbronn am Bodensee – K 7777 in Kressbronn am Bodensee – Kressbronn am Bodensee-Gattnau – Kressbronn am Bodensee-Hüttmannsberg – Kressbronn am Bodensee-Poppis – Kressbronn am Bodensee-Kümmertsweiler – Landesgrenze – (Bayern) |
| K 7706 | K 7776 in Kressbronn am Bodensee-Gießenbrücke – in Langenargen-Mückle – L 334 in Langenargen – in Langenargen-Oberdorf - Langenargen-Endringerhof - L 334 in Langenargen |
| K 7707 | K 7709 in Kressbronn am Bodensee-Gießen – Kressbronn am Bodensee-Heiligenhof – Kressbronn am Bodensee-Betznau |
| K 7708 | K 7709 in Tettnang-Laimnau – Tettnang-Unterlangnau – L 331 in Oberlangnau |
| K 7709 | L 333 in Tettnang-Baldensweiler – K 7716 in Tettnang-Wiesertsweiler – K 7711 in Tettnang-Laimnau – K 7708 in Tettnang-Laimnau – Tettnang-Apflau – K 7707 in Kressbronn am Bodensee-Gießen – K 7776 in Kressbronn am Bodensee-Gießen |
| K 7711 | K 7709 in Tettnang-Laimnau – Tettnang-Rappertsweiler - Tettnang-Loderhof – L 331 in Neukirch-Wildpoltsweiler |
| K 7712 | (K 7985 im Landkreis Ravensburg) – Kreisgrenze – TettnangStraß – Tettnang-Burnau - Tettnang-Prestenberg – L 326 – Tettnang-Krumbach – Tettnang-Notzenhaus – K 7713 – L 331/L 333 |
| K 7713 | K 7712 – Neukirch-Unterrussenried – Neukirch-Oberrussenried – Neukirch-Schnaidt - L 335 in Neukirch-Hinteressach |
| K 7716 | L 326 – Tettnang-Schletterholz - L 333 in Tettnang-Tannau – K 7709 in Tettnang-Wiesertsweiler |
| K 7717 | K 7719 in Tettnang-Siggenweiler – Tettnang-Mehrenberg - L 326 in Tettnang-Obereisenbach |
| K 7718 | K 7719 – Tettnang-Hübschenberg – Tettnang-Schübel – Tettnang-Wiedenbach – L 326 |
| K 7719 | in Meckenbeuren – Meckenbeuren-Ravensburger Spieleland – in Meckenbeuren-Liebenau – Meckenbeuren-Straß - Meckenbeuren-Madenreute - Meckenbeuren-Knellesberg – K 7718 – K 7717 in Tettnang-Siggenweiler – Tettnang-Brünnensweiler – K 7720 in Tettnang-Herrgottsweiler – Tettnang-Gemertsweiler - Tettnang-Büchel - L 326 – L 333                                                                                                  |
| K 7720 | L 333 in Tettnang – Tettnang-Bernau - K 7719 in Tettnang-Herrgottsweiler |
| K 7722 | K 7780 – Eriskirch-Braitenrain – L 333 in Tettnang-Bürgermoos |
| K 7723 | in Meckenbeuren-Kehlen/Meckenbeuren-Reute – K 7725 in Meckenbeuren-Reute – Tettnang-Moos – L 329 in Tettnang |
| K 7724 | L 333 in Tettnang-Kau – K 7725/L 333 in Tettnang-Kau |
| K 7725 | K 7735/K 7737 in Friedrichshafen-Ittenhausen – L 328a in Friedrichshafen-Ailingen – K 7729 in Friedrichshafen-Ailingen – Friedrichshafen-Wolfenhof - K 7726 in Friedrichshafen-Hirschlatt – Meckenbeuren-Holzreute – Meckenbeuren-Gunzenhaus - in Meckenbeuren-Lochbrücke – K 7723 in Meckenbeuren-Reute – K 7724/L 333 in Tettnang-Pfingstweid                                                                                   |
| K 7726 | K 7725 in Friedrichshafen-Hirschlatt – K 7727 – Friedrichshafen-Allmannsweiler - in Friedrichshafen-Löwental |
| K 7727 | K 7726 – Meckenbeuren-Gerbertshaus – K 7791 in Meckenbeuren-Lochbrücke – in Meckenbeuren-Lochbrücke |
| K 7728 | Friedrichshafen-Löwental - K 7791 in Friedrichshafen-Flughafen/Meckenbeuren-Flughafen – |
| K 7729 | (K 7979 im Landkreis Ravensburg) – Kreisgrenze – Friedrichshafen-Rosengarten – Friedrichshafen-Ellenweiler – Friedrichshafen-Batzenweiler – Friedrichshafen-Lehhorn – Friedrichshafen-Wirgetswiesen - K 7730 in Friedrichshafen-Ettenkirch – L 329 in Friedrichshafen-Waltenweiler – Friedrichshafen-Habratsweiler – K 7725 in Friedrichshafen-Ailingen                                                                           |
| K 7730 | K 7729 in Friedrichshafen-Ettenkirch – L 329 in Friedrichshafen-Eggenweiler |
| K 7731 | (K 7978 im Landkreis Ravensburg) – Kreisgrenze – Friedrichshafen-Hinterhof – Friedrichshafen-Appenweiler – K 7732 – L 329 in Meckenbeuren-Brochenzell |
| K 7732 | (K 7984 im Landkreis Ravensburg) – Kreisgrenze – Meckenbeuren-Rebholz – Meckenbeuren-Weiler – Meckenbeuren-Hungersberg – Meckenbeuren-Stengele - Meckenbeuren-Laufenen - Meckenbeuren-Reuter – K 7731 |
| K 7734 | in Oberteuringen-Bitzenhofen – K 7735 in Oberteuringen |
| K 7735 | L 329 in Oberteuringen – K 7734 in Oberteuringen – Oberteuringen-Unterteuringen – Friedrichshafen-Weiler - Friedrichshafen-Holzhof - K 7738 – Friedrichshafen-Reinach - K 7725/K 7737 in Friedrichshafen-Ittenhausen – Friedrichshafen-Bunkhofen – Friedrichshafen-Meistershofen – K 7740 in Friedrichshafen-Jettenhausen/Friedrichshafen-Zeppelindorf - Friedrichshafen-Schmitthennersiedlung L 328a in Friedrichshafen-Löwental |
| K 7736 | (K 8027 im Landkreis Ravensburg) – Kreisgrenze – Deggenhausertal-Fuchstobel/Oberteuringen-Fuchstobel – Oberteuringen-Russenreute - Oberteuringen-Bitzenhofen – in Markdorf-Stadel |
| K 7737 | K 7738 in Friedrichshafen-Berg – K 7725/K 7735 in Friedrichshafen-Ittenhausen |
| K 7738 | K 7735 – K 7737 in Friedrichshafen-Berg – K 7739 in Friedrichshafen-Berg/Friedrichshafen-Langenloch |
| K 7739 | K 7742 in Friedrichshafen-Unterraderach – K 7738 in Friedrichshafen-Berg/Friedrichshafen-Langenloch – Meistershofen – K 7740 in Friedrichshafen-Jettenhausen/Friedrichshafen-Zeppelindorf – in Friedrichshafen-Zeppelindorf – Friedrichshafen-Löwental |
| K 7740 | L 328b in Friedrichshafen-Fallenbrunnen – K 7741 in Friedrichshafen-Waggershausen – K 7739 in Friedrichshafen-Jettenhausen/Friedrichshafen-Zeppelindorf – K 7735 in Friedrichshafen-Jettenhausen |
| K 7741 | K 7740 in Friedrichshafen-Waggershausen – L 328b in Friedrichshafen-Waggershausen |
| K 7742 | L 207 in Markdorf – Markdorf-Riedheim – K 7739 in Friedrichshafen-Unterraderach – L 328b in Friedrichshafen-Schnetzenhausen – in Friedrichshafen-Manzell – K 7743 in Friedrichshafen-Fischbach |
| K 7743 | L 328b in Friedrichshafen-Spaltenstein – K 7742 in Friedrichshafen-Fischbach – in Friedrichshafen-Fischbach |
| K 7744 | L 204 in Deggenhausertal-Untersiggingen – Deggenhausertal-Schnaidthof – Deggenhausertal-Wagenberg – Deggenhausertal-Grünwangen – K 7749 in Bermatingen-Autenweiler – Markdorf-Michelhaus – Markdorf-Wirmetsweiler - L 205 in Markdorf |
| K 7745 | K 7782 in Immenstaad am Bodensee-Kippenhausen – in Immenstaad am Bodensee-Schloss Kirchberg – in Immenstaad am Bodensee – K 7782 in Immenstaad am Bodensee – in Immenstaad am Bodensee |
| K 7746 | – in Hagnau am Bodensee |
| K 7747 | K 7749 in Meersburg-Riedetsweiler – in Stetten |
| K 7748 | L 205 – Salem-Mittelstenweiler – Salem-Oberstenweiler |
| K 7749 | K 7750 in Deggenhausertal-Harresheim – Deggenhausertal-Schoren – Deggenhausertal-Wendlingen – Deggenhausertal-Unterlachen – K 7744 in Bermatingen-Autenweiler – L 205 in Bermatingen – K 7782 in Bermatingen-Ahausen – Bermatingen-Riedelsberg - K 7761 in Meersburg-Baitenhausen – Meersburg-Dittenhausen – K 7747 in Meersburg-Riedetsweiler – in Meersburg                                                                     |
| K 7750 | L 204 in Deggenhausertal-Franzenhof – Deggenhausertal-Roggenbeuren – Deggenhausertal-Tobelhof – Deggenhausertal-Gehrenberghof – K 7749 in Deggenhausertal-Harresheim – Markdorf-Allerheiligen – in Markdorf |
| K 7751 | (K 7974 im Landkreis Ravensburg) – Kreisgrenze – Deggenhausertal-Waldbuchenhof – Deggenhausertal-Eschenhof – L 204 in Deggenhausertal-Schönemühle |
| K 7752 | K 7753 in Deggenhausertal-Brennerhof – Deggenhausertal-Höge – K 7781 |
| K 7753 | K 7781 – (Abzweig zur K 7781 in Deggenhausertal-Wahlweiler) – Deggenhausertal-Oberhomberg – Deggenhausertal-Unterhomberg – K 7752 in Deggenhausertal-Brennerhof – Kreisgrenze – (K 7972 im Landkreis Ravensburg) |
| K 7754 | K 7781 in Deggenhausertal-Azenweiler – Deggenhausertal-Zühnehof – Deggenhausertal-Oberweiler – L 207 in Deggenhausertal-Wittenhofen |
| K 7755 | L 201 – Heiligenberg-Wintersulgen – Heiligenberg-Steinsbrunn – Heiligenberg-Betenbrunn – L 201 in Heiligenberg |
| K 7756 | K 7757 in Salem-Altenbeuren – Salem-Bächen – Deggenhausertal-Lellwangen – L 207 in Deggenhausertal-Obersiggingen |
| K 7757 | K 7758 in Salem-Beuren – K 7756 in Salem-Altenbeuren – L 204 in Salem-Altenbeuren |
| K 7758 | L 201 in Salem-Beuren – K 7757 in Salem-Beuren – L 201 in Salem-Weildorf |
| K 7759 | L 201 in Salem-Weildorf – L 204 – L 205 in Salem-Neufrach – K 7760 in Salem-Buggensegel |
| K 7760 | L 201 in Salem-Mimmenhausen – K 7761 – K 7759 in Salem-Buggensegel – K 7782 in Bermatingen-Ahausen |
| K 7761 | K 7760 – K 7782 in Salem-Grasbeuren – K 7749 in Meersburg-Baitenhausen |
| K 7762 | in Uhldingen-Mühlhofen-Birnau – (Abzweig zur L 201 in Uhldingen-Mühlhofen-Oberuhldingen) – Uhldingen-Mühlhofen-Seefelden |
| K 7763 | L 200a in Überlingen-Andelshofen – L 195c in Überlingen-Nußdorf |
| K 7765 | L 200a – Salem-Mendlishausen – Salem-Affenberg Salem – L 201 in Uhldingen-Mühlhofen-Oberuhldingen |
| K 7767 | (K 8231 im Landkreis Sigmaringen) – Kreisgrenze – Heiligenberg-Neuhaus - L 200 in Heiligenberg-Hattenweiler – Heiligenberg-Moos – Heiligenberg-Oberrehna – L 201 |
| K 7768 | K 7769 – Frickingen-Gailhöfe – L 200 in Frickingen-Altheim – Frickingen-Geiswinkel – K 7785 in Frickingen |
| K 7769 | (K 8231 im Landkreis Sigmaringen) – Kreisgrenze – K 7768 – Frickingen-Riedhof – Frickingen-Elisabethenhof – Frickingen-Bruckfelden – L 205 in Überlingen-Lippertsreute |
| K 7770 | K 7788 – Owingen-Hohenbodman |
| K 7771 | L 205 in Owingen – Überlingen-Bambergen – Überlingen-Reutehöfe - L 200 in Überlingen-Ottomühle |
| K 7772 | L 195c in Überlingen-Goldbach – Überlingen-Hödingen – K 7786 – – L 195 in Überlingen-Andelshofen – L 200 in Überlingen-Andelshofen |
| K 7773 | K 7787 in Überlingen-Bonndorf – Überlingen-Haldenhof |
| K 7774 | (K 8230 im Landkreis Sigmaringen) – Kreisgrenze – Owingen-Oberfrickhof - L 205 in Owingen-Billafingen |
| K 7775 | (K 8249 im Landkreis Sigmaringen) – Kreisgrenze – K 7781 in Deggenhausertal-Höchsten |
| K 7776 | K 7706 in Kressbronn am Bodensee-Gießenbrücke – K 7709 in Kressbronn am Bodensee-Gießen – Kressbronn am Bodensee-Betznau – Kressbronn am Bodensee-Linderhof – K 7793 in Kressbronn am Bodensee |
| K 7777 | K 7705 in Kressbronn am Bodensee – Kressbronn am Bodensee-Berg – Kressbronn am Bodensee-Nitzenweiler – Kressbronn am Bodensee-Schleinsee – K 7704 in Tettnang-Wielandsweiler – Tettnang-Oberwolfertsweiler – L 331 in Tettnang-Hiltensweiler |
| K 7778 | L 331 in Tettnang-Steinenbach – Neukirch-Summerau – K 7702 in Neukirch-Oberlangensee – Neukirch-Aberlingsbühl – L 333 in Neukirch-Goppertsweiler |
| K 7780 | L 333 in Meckenbeuren-Sibratshaus – Meckenbeuren-Schindelhof – Meckenbeuren-Sassen – Meckenbeuren-Schuppenwies – Eriskirch-Dillmannshof – K 7722 – Eriskirch-Wolfzennen – Eriskirch-Stockwiesen - Eriskirch-Knöbelhof - Eriskirch-Mariabrunn – Eriskirch-Schlatt – in Eriskirch |
| K 7781 | (K 8270 im Landkreis Sigmaringen) – Kreisgrenze – K 7775 in Deggenhausertal-Höchsten – Deggenhausertal-Höchsten/Deggenhausertal-Rubacker – K 7753 in Deggenhausertal-Wahlweiler – K 7754 in Deggenhausertal-Azenweiler – K 7752 – Deggenhausertal-Limpach – K 7784 in Deggenhausertal-Wattenberg – Deggenhausertal-Schönemühle – L 204                                                                                            |
| K 7782 | K 7783 in Uhldingen-Mühlhofen-Mühlhofen – K 7761 in Salem-Grasbeuren – K 7760 in Bermatingen-Ahausen – K 7749 in Bermatingen-Ahausen – in Markdorf-Ittendorf – Markdorf-Moserhof - Markdorf-Hundweiler – Markdorf-Reute – K 7745 in Immenstaad am Bodensee-Kippenhausen – K 7745 in Immenstaad am Bodensee |
| K 7783 | L 201 in Uhldingen-Mühlhofen-Mühlhofen – K 7782 in Uhldingen-Mühlhofen-Mühlhofen – Uhldingen-Mühlhofen-Gebhardsweiler – Daisendorf – in Meersburg |
| K 7784 | L 204 – Deggenhausertal-Wattenberghof – K 7781 in Deggenhausertal-Wattenberg |
| K 7785 | L 205 – K 7768 in Frickingen – L 201 in Frickingen-Leustetten |
| K 7786 | (K 6104 im Landkreis Konstanz) – Kreisgrenze – Überlingen-Walpertsweiler – K 7787 in Überlingen-Bonndorf – Überlingen-Nesselwangen – – K 7772 – Überlingen-Aufkirch – /L 200 in Überlingen-Andelshofen |
| K 7787 | (K 6174 im Landkreis Konstanz) – Kreisgrenze – Überlingen-Talmühle - K 7773 in Überlingen-Bonndorf – K 7786 in Überlingen-Bonndorf |
| K 7788 | (K 8269 im Landkreis Sigmaringen) – Kreisgrenze – Owingen-Taisersdorf – Owingen-Zinken - Owingen-Happenmühle - Owingen-Neuhof – Owingen-Fitzenhof - Owingen-Waldhaus - L 205 in Owingen |
| K 7790 | in Tettnang-Höll – L 329 in Tettnang-Fünfehrlen |
| K 7791 | K 7728 in Friedrichshafen-Flughafen/Meckenbeuren-Flughafen – K 7727 in Meckenbeuren-Lochbrücke |
| K 7792 | (K 8002 im Landkreis Ravensburg) – Kreisgrenze – L 333 – Kreisgrenze – (K 8002 im Landkreis Ravensburg) |
| K 7793 | L 334 – K 7776 in Kressbronn am Bodensee – K 7705 in Kressbronn am Bodensee – Landesgrenze – (LI 16 im Landkreis Lindau (Bodensee), Bayern) |